# Philemon und Baucis
Philemon und Baucis, oder Jupiters Reise auf die Erde (título original en alemán; en español, Filemón y Baucis, o Júpiter sobre la Tierra, Hob. 29a/ 24/1) es una ópera de marionetas (singspiel o "kleines Schauspiel mit Gesang") en dos escenas con música de Joseph Haydn y libreto en alemán de Gottlieb Konrad Pfeffel. Se estrenó el 2 de septiembre de 1773 en el teatro de marionetas (Marionettentheater) del parque de Eszterháza, con motivo de una visita de la emperatriz María Teresa junto con otras dos obras de Haydn: "Der Götterrat" Hob. 29b/2, preludio en un acto y el estreno de la Sinfonía n.º 50 en do mayor, Hob. I/50.

## Personajes
| Personaje           | Tesitura              | Reparto el 2 de septiembre de 1773 |
| ------------------- | --------------------- | ---------------------------------- |
| Philemon, anciano   | tenor                 | Johann Haydn                       |
| Baucis, su pareja   | mezzosoprano/ soprano | Elisabeth Grießler                 |
| Aret, su hijo       | tenor                 | Michael Ernst                      |
| Narcissa, su esposa | soprano               | Eleonora Jäger                     |
| Merkurius, dios     | papel hablado         |                                    |
| Jupiter, dios       | papel hablado         |                                    |

## Grabaciones
- 1953 Meinhard von Zallinger (dir.); coro y orquesta de la Ópera estatal de Viena. Solistas: Jean Davy - Merkur; Erich Majkut - Philemon; Susana Naidic - Baucis; Waldemar Kmentt - Aret y Elisabeth Roon - Narcissa. Un elepé, Vox PL 7660
- 2002 Wolfgang Brunner (dir.); Coro de cámara de Salzburgo, Hofmusik de Salzburgo. Solistas: Manuel Warwitz - Philemon; Natalie Vincent - Baucis; Bernhard Berchtold - Aret; Ulrike Hofbauer - Narcissa y Hans-Werner Bussinger, Klaus Heindl, Nadja Winter, Michael Klemm (papeles hablados). Cedé, Profil PH 09038
- 2008 Manfred Huss (dir.); Haydn Sinfonietta. Solistas: Hermann Beil - Merkur; Christoph Genz - Philemon; Maren Engelhardt - Baucis; Jan Petryka - Aret; Alexandra Reinprecht - Narcissa y Frank Hoffmann - Jupiter. BIS 1813